# Campionati mondiali di tiro 1899
I campionati mondiali di tiro 1899 furono la terza edizione dei campionati mondiali di tiro e si disputarono a L'Aia. Questa edizione fu organizzata dall'ISSF e dalla federazione di tiro olandese. La nazione più medagliata fu la Svizzera.

## Risultati

### Uomini
| Evento                              | Oro                                                                                 | Oro       | Argento                                                                          | Argento   | Bronzo                                                                                                | Bronzo    |
| Evento                              | Atleta                                                                              | Risultato | Atleta                                                                           | Risultato | Atleta                                                                                                | Risultato |
| Carabina 300m 3 posizioni           | Lars Jørgen Madsen                                                                  | 943       | Emil Kellenberger                                                                | 934       | Franz Böckli                                                                                          | 930       |
| Carabina 300m a terra               | Jesse Wallingford                                                                   | 334       | Cesare Valerio                                                                   | 331       | Léon Moreaux                                                                                          | 325       |
| Carabina 300m in ginocchio          | Konrad Stäheli                                                                      | 328       | Emil Kellenberger                                                                | 325       | Henrik Sillem                                                                                         | 322       |
| Carabina 300m in piedi              | Franz Böckli                                                                        | 315       | Lars Jørgen Madsen                                                               | 306       | Olaf Frydenlund                                                                                       | 306       |
| Carabina 300m 3 posizioni a squadre | Svizzera Franz Böckli Alfred Grütter Emil Kellenberger Konrad Stäheli Caspar Widmer | 4528      | Francia Maurice Lecoq Maxime Lardin Léon Moreaux Achille Paroche Alphonse Violet | 4404      | Danimarca Alexander Jensen Rowing Johan Johansen Lars Jørgen Madsen Anders Peter Nielsen Lauritz Kjær | 4390      |

## Medagliere
Nazione ospitante
| Posiz. | Nazione       | Oro | Argento | Bronzo | Totale |
| ------ | ------------- | --- | ------- | ------ | ------ |
| 1      | Svizzera      | 3   | 2       | 1      | 6      |
| 2      | Danimarca     | 1   | 1       | 1      | 3      |
| 3      | Gran Bretagna | 1   | 0       | 0      | 1      |
| 4      | Francia       | 0   | 1       | 1      | 2      |
| 5      | Italia        | 0   | 1       | 0      | 1      |
| 6      | Norvegia      | 0   | 0       | 1      | 1      |
| 6      | Paesi Bassi   | 0   | 0       | 1      | 1      |